# 司馬褧
司馬 褧（しば けい、生年不詳 - 518年）は、南朝梁の官僚・儒学者。字は元表。本貫は河内郡温県。
玄祖父は東晋の彭城王司馬紘（司馬叔璠の祖父の河間王司馬欽の兄）。高祖父は高密王司馬俊。曾祖父は高密王司馬純之。祖父は司馬譲之。父は司馬燮。

## 経歴
斉の国子博士の司馬燮の子として生まれた。若くして家業である三礼を伝授され、学問に精励して釈巻を手放さず、礼に関する文献を渉猟して、ほぼ全てを読破していた。当時の儒者の最上位者とされていた劉瓛が司馬褧の学問を賞賛した。司馬褧は若くして任昉と仲が良く、任昉も司馬褧を強く推していた。はじめ司馬褧は国子生となり、奉朝請を初任とし、しばらくして王府行参軍に転じた。
天監初年、武帝の命により五礼に通じた儒者の人選が求められると、司馬褧が嘉礼に通じているとして推挙され、尚書祠部郎中に任じられた。このころ南朝梁の礼楽の制定にあたって、司馬褧の議論は多く採用され施行された。司馬褧は歩兵校尉に任じられ、中書通事舎人を兼ねた。司馬褧の学問は事数に最も詳しく、国家の吉凶の礼について、当時の名儒の明山賓や賀瑒らが断定できなかったことを、司馬褧が取り決めた。
司馬褧は舎人を兼ねたまま、正員郎・鎮南諮議参軍を歴任した。尚書右丞に転じた。仁威長史・長沙郡内史として出向した。建康に召還されて雲騎将軍の号を受け、御史中丞を兼ねた。しばらくして正式に御史中丞となった。天監16年（517年）、南康王蕭績の下で宣毅長史となり、宣毅府と南康国と石頭城駐屯軍の事務を代行した。司馬褧は外任の官にあっても、武帝の命により文徳殿と武徳殿の長の名で諮問に預かった。天監17年（518年）、明威将軍の号を受け、晋安王蕭綱の下で長史をつとめた。まもなく死去した。蕭綱は庾肩吾に命じて司馬褧の文集10巻を編纂させた。また編著に『嘉礼儀注』112巻があった。

## 伝記資料
- 『梁書』巻40 列伝第34
- 『南史』巻62 列伝第52